# Тальхаймер, Михаэль
Михаэль Тальхаймер (р. 28 мая 1965) — немецкий актёр и театральный режиссёр.
Михаэль Тальхаймер свою карьеру начинал как актёр. В качестве режиссёра дебютировал в 1997 году в Хемниц-театре. Ставил спектакли в драматических театрах Базеля, Лейпцига, Фрайбурга, Гамбурга, работал в Немецком театре в Берлине. С 2005 года работает и в оперном театре.

## Режиссёрские работы
Немецкий театр
- «Фауст. Часть I» И. В. Гёте
- 2001 — «Эмилия Галотти» Лессинга
- 2003 — «Три сестры» А. П. Чехова
- 2007 — «Крысы» Г. Гауптмана
- 2007 — «Орестея» Эсхила
- 2008 — «Дикая утка» Г. Ибсена
- 2009 — «Господин Пунтила и его слуга Матти» Б. Брехта
- 2011 — «Ткачи» Г. Гауптмана
- 2013 — «Орлеанская дева» Ф. Шиллера
- 2013 — «Тартюф» Мольера

Другие драматические театры
- 2000 — «Лилиом» Ф. Мольнара. Талиа-театр (Гамбург)
- 2000 — «Торжество» Т. Винтерберга. Дрезденский драматический театр
- 2001 — «Игра в любовь» («Флирт») А. Шницлера. Талиа-театр.
- «Одинокие» Г. Гауптмана
- «Сон» Йона Фоссе
- 2005 — «Лулу» Ф. Ведекинда. Талиа-театр.
- «Коварство и любовь» Ф. Шиллера.
- 2011 — «Невинность» Деа Лоэр

Оперные постановки
- 2005 — «Катя Кабанова» Л. Яначека
- «Летучая мышь» И. Штрауса
- «Риголетто» Дж. Верди

## Отзывы
«Немецкий режиссёр Михаэль Тальхаймер, взяв для постановки пьесу „Тартюф“, сохранил сюжетные коллизии Мольера, но „пересобрал“ их в историю с очевидными чертами современности. У Тальхаймера Оргон и его домочадцы оказывались своего рода психосектой, которая буквально силой удерживала Тартюфа, потому что больше всего на свете нуждалась в фюрере. И каким бы лицемерным проходимцем ни был Тартюф в исполнении Ларса Айдингера, те, кого он обманывал,— еще гаже в своем стремлении найти кого-то сильнее себя, облепить его, получить возможность питаться его энергией. На фоне семейства зомби Тартюф выглядел существом если и не положительным, то по крайней мере живым».